# Hardya signifer
Hardya signifer är en insektsart som beskrevs av Then 1897. Hardya signifer ingår i släktet Hardya och familjen dvärgstritar. Inga underarter finns listade i Catalogue of Life.